# Lac de Tengréla
Le lac de Tengréla ou (Tangréla, Tingréla) est un lac du Burkina Faso situé sur le territoire de la localité de Tengréla dans le département de Banfora et la région des Cascades au sud-ouest du pays.

## Description

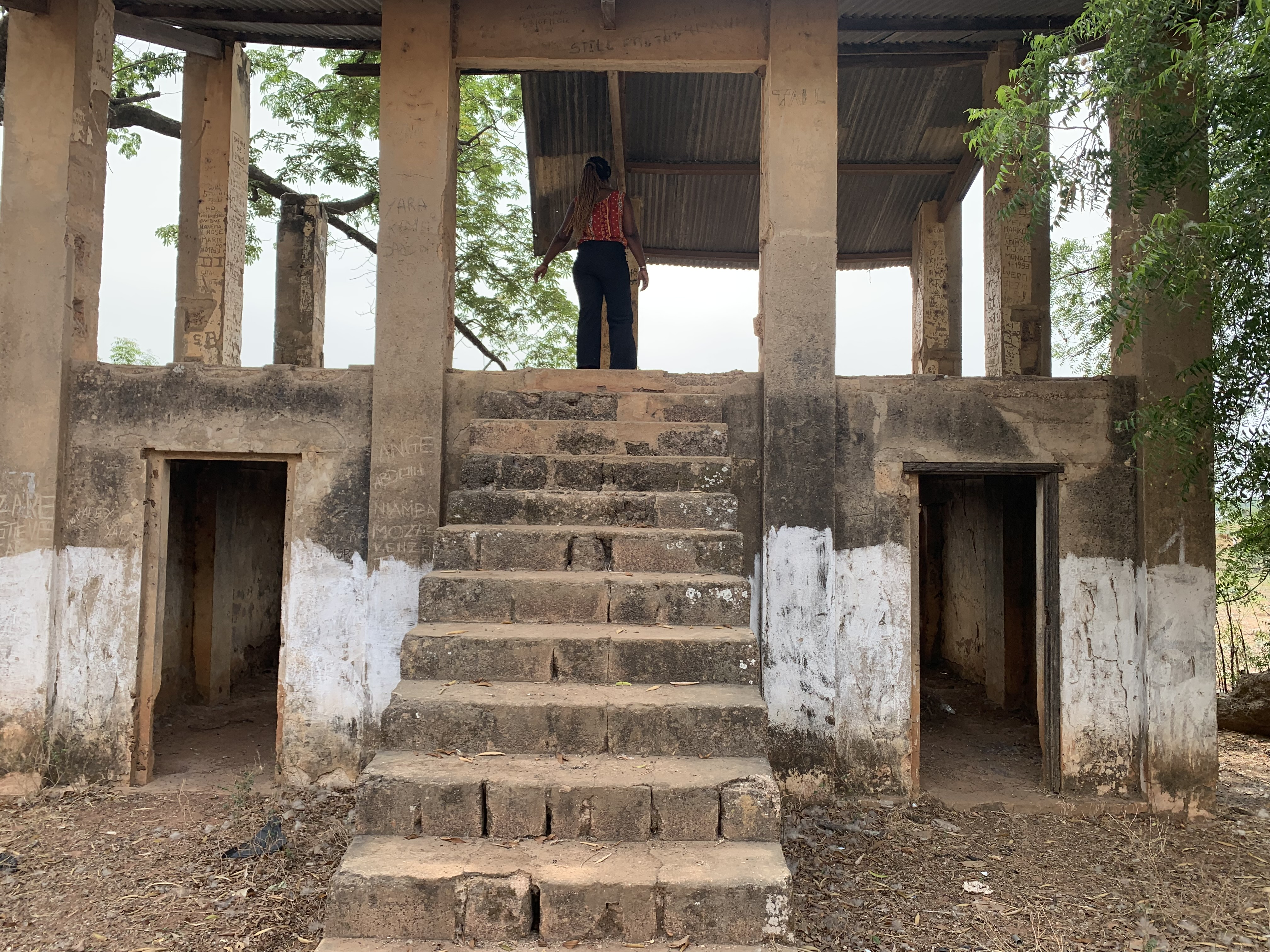
Ancien poste de surveillance à l'entrée du site du Lac de Tengrela

D'une longueur de 7 km et d'une largeur de 1 km maximales, le lac a une superficie de 580 ha. Son émissaire rejoint la Comoé à leur confluence située à environ 3 km au sud-est. Le lac est protégé par la convention de Ramsar depuis le 7 octobre 2009.

## Économie
Le lac est un site de pêche traditionnel des habitants du village de Tengréla. En raison de la proximité de la ville de Banfora, une petite économie du secteur du tourisme, principalement interne au pays, s'est développée depuis les années 2000 au campement Kegnigohi qui propose des hébergements et de la location de véhicules.

## Galeries

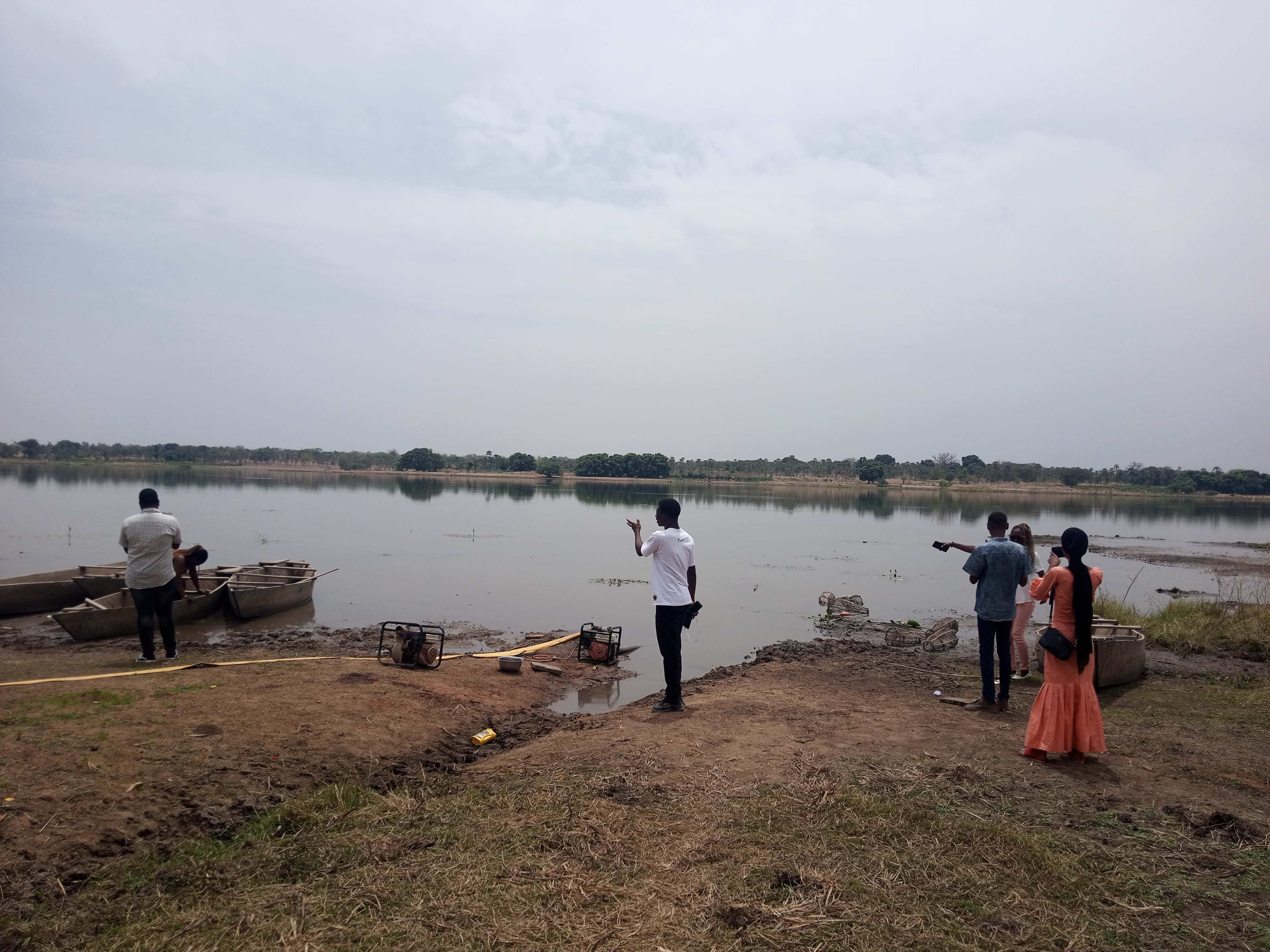
Plaque à l'entrée su site du Lac de Tengrela
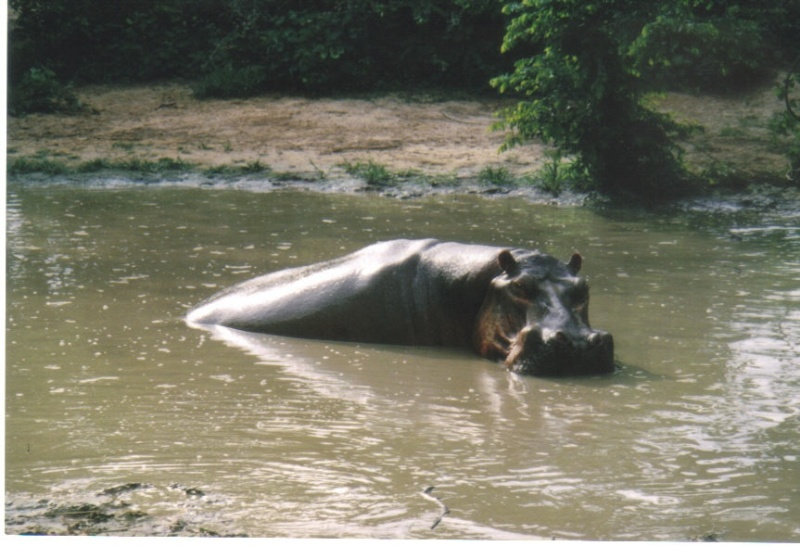
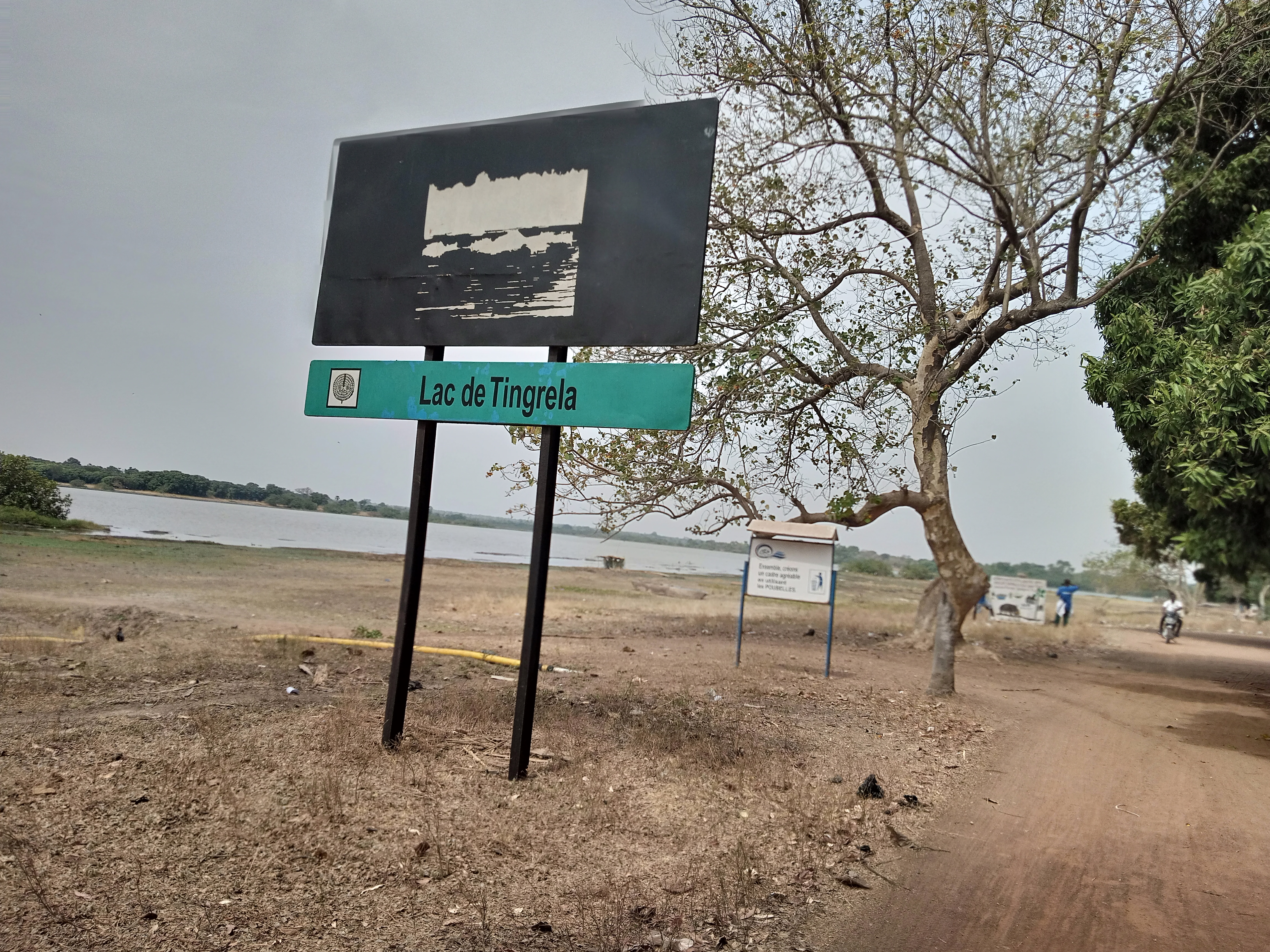
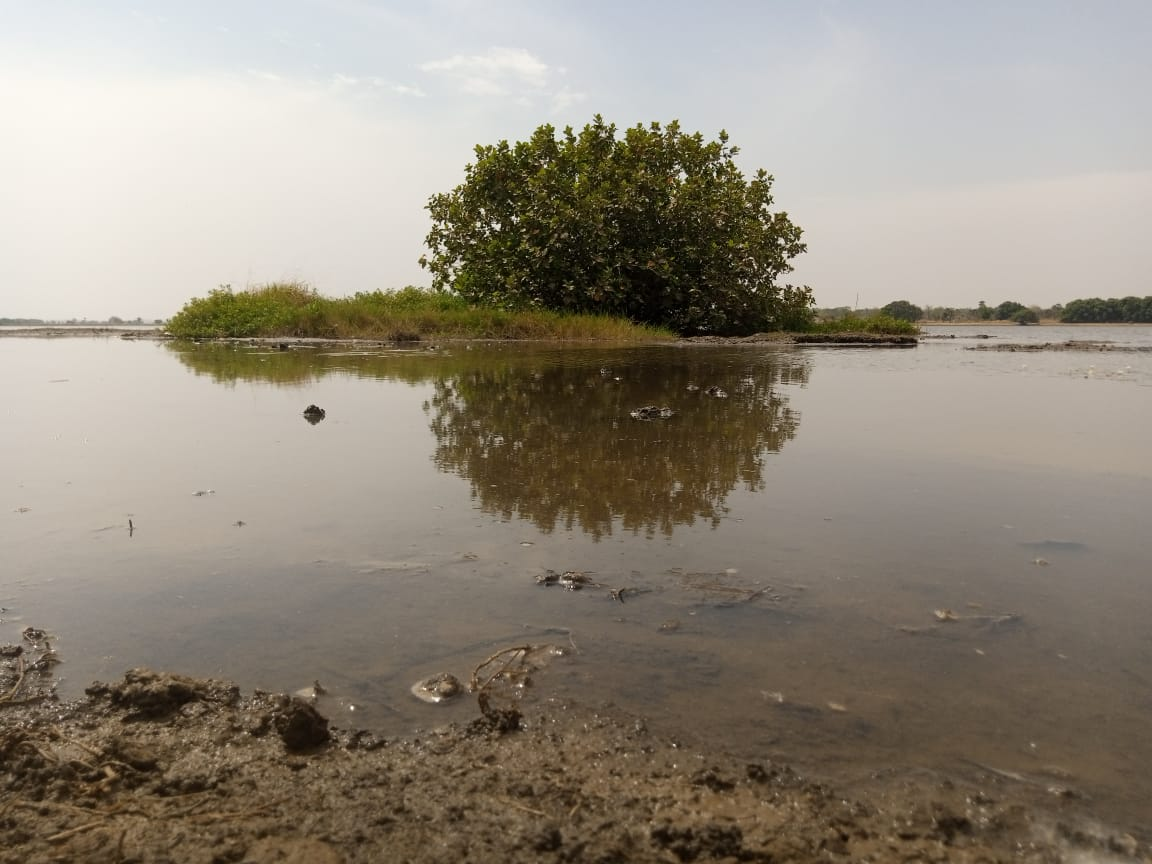
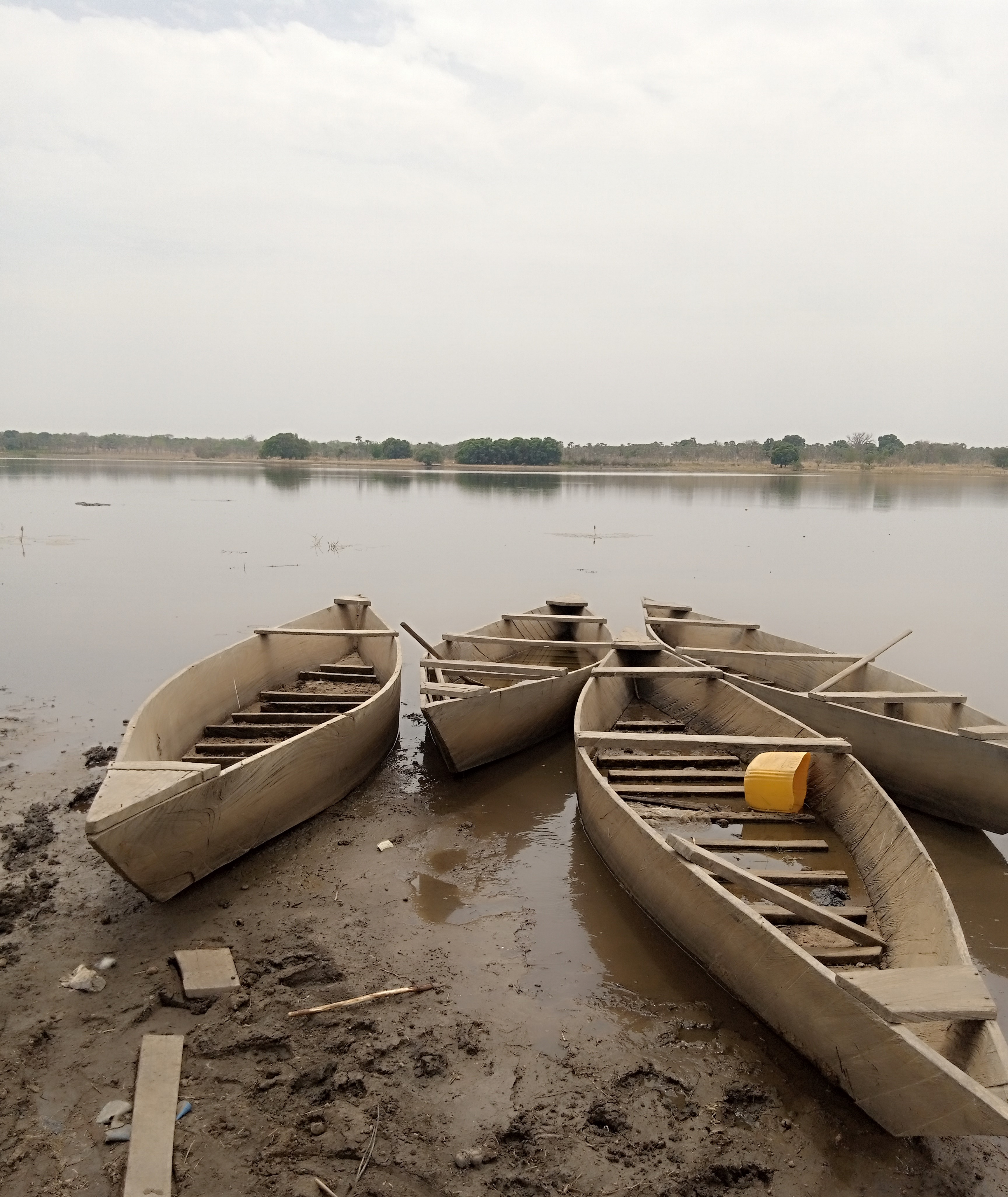
Vu de l'embarcadère des pirogues